# Fasandue
Fasandue (latin: Otidiphaps nobilis) er en dueart, der lever på Ny Guinea.